# Artemisia aflatunensis
Artemisia aflatunensis là một loài thực vật có hoa trong họ Cúc. Loài này được Poljakov ex U.P.Pratov & V.V.Bakanova mô tả khoa học đầu tiên năm 1993.